# Metapontonia
Metapontonia is een geslacht van kreeftachtigen uit de klasse van de Malacostraca (hogere kreeftachtigen).

## Soort
- Metapontonia fungiacola Bruce, 1967